# Municipio de Fremont (condado de Clarke)
El municipio de Fremont (en inglés: Fremont Township) es un municipio ubicado en el condado de Clarke en el estado estadounidense de Iowa. En el año 2010 tenía una población de 488 habitantes y una densidad poblacional de 5,18 personas por km².

## Geografía
El municipio de Fremont se encuentra ubicado en las coordenadas 41°6′2″N 93°44′22″O / 41.10056, -93.73944. Según la Oficina del Censo de los Estados Unidos, el municipio tiene una superficie total de 94.14 km², de la cual 94,12 km² corresponden a tierra firme y (0,02 %) 0,02 km² es agua.

## Demografía
Según el censo de 2010, había 488 personas residiendo en el municipio de Fremont. La densidad de población era de 5,18 hab./km². De los 488 habitantes, el municipio de Fremont estaba compuesto por el 98,16 % blancos, el 0,61 % eran afroamericanos y el 1,23 % eran de una mezcla de razas. Del total de la población el 0,82 % eran hispanos o latinos de cualquier raza.